# Ahsan Khan
Ahsan Mohomed Khan (7 april 1916 - onbekend) was een Indiaas hockeyer. 
Khan won met de Indiase ploeg de olympische gouden medaille in 1936. Khan kwam alleen in actie in de groepswedstrijd tegen de Verenigde Staten.

## Resultaten
- 1936  Olympische Zomerspelen in Berlijn